# پژو تیپ ۵۶
پژو تیپ ۵۶ (Peugeot Type 56) خودرویی است که سال ۱۹۰۳ تولید شده‌است.
طراحی آن خودروهای موتور عقب-محور عقب بوده است.
موتور آن ۸۳۳ سی‌سی است.